# Garamants

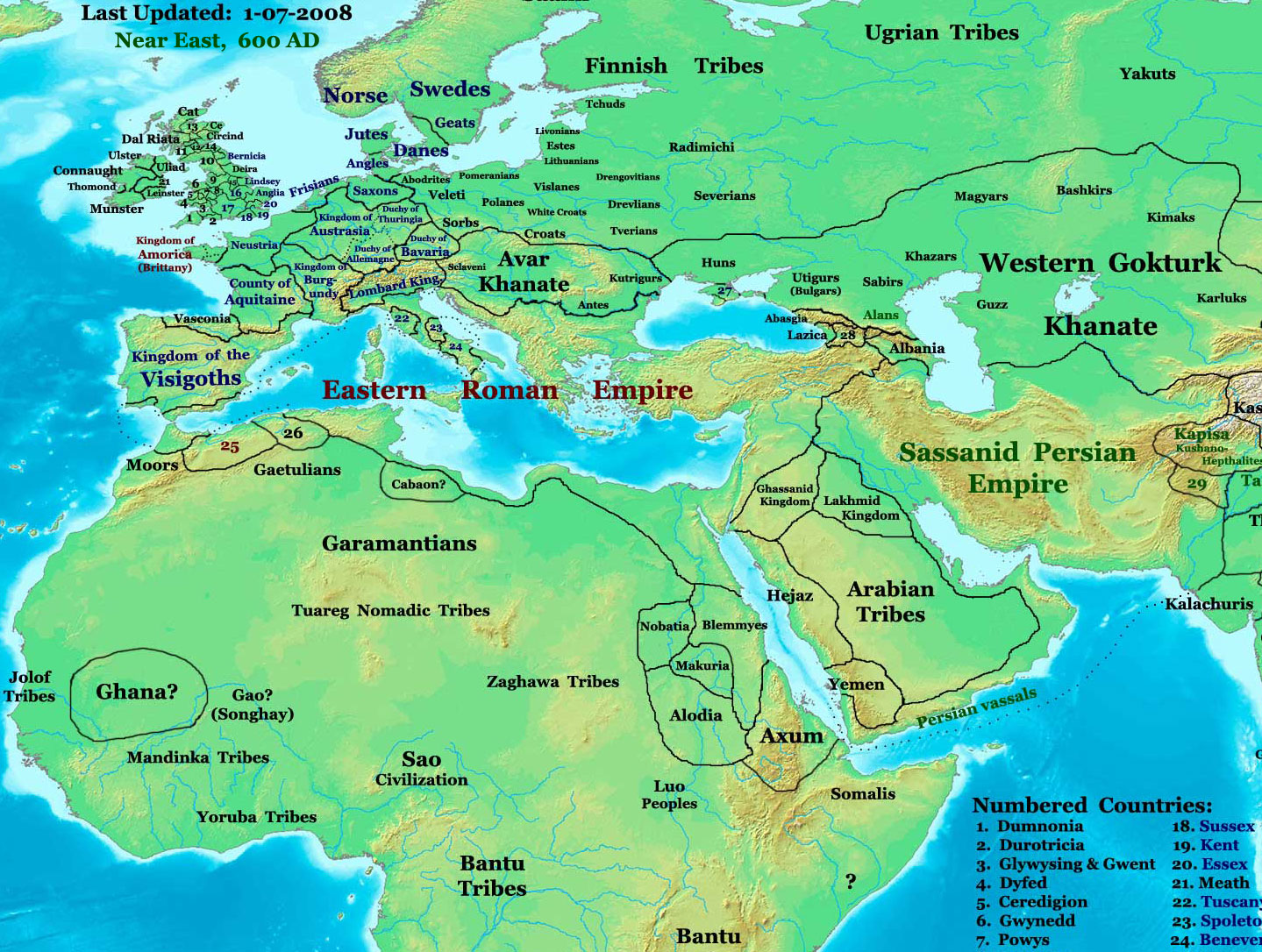
Els garamants a l'any 600

Els garamants (llatí: Garamantes, grec antic: Γαραμάντες; probablement de l'amazic igherman, ‘ciutats’) foren un antic poble sedentari del desert de llengua amaziga, que vivia a l'est dels gètuls, a l'oest del Nil, i al sud de Líbia. El nom de garamants s'aplicava, en general, a totes les tribus líbies orientals. Són coneguts per haver desenvolupat complexos sistemes de rec i per crear un regne amazic a la zona líbia del Fezzan. Varen representar un poder local destacat entre el segle vi aC i el segle viii.

## Localització
Heròdot diu que els garamants eren un poble nòmada important, i els situa al sud dels nasamons, a l'est dels maces i a deu dies d'Augila i trenta dels lotòfags. Del seu relat es desprèn que els garamants eren el nexe entre l'Àfrica mediterrània i l'Àfrica Subsahariana, i sembla que una de les seves activitats era la de capturar etíops amb els seus carros per vendre'ls com a esclaus.

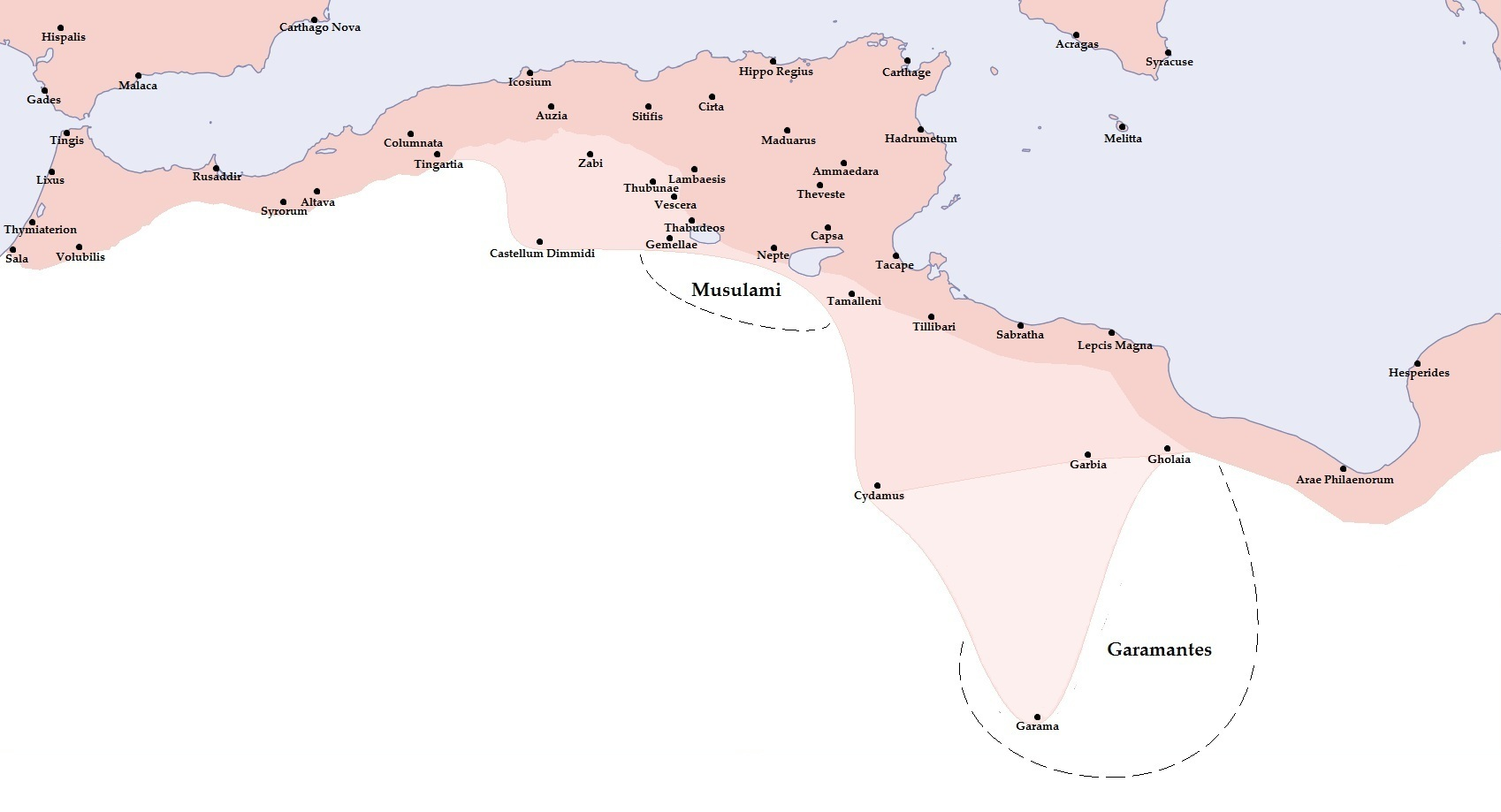
Limes africanus al

Estrabó els situa al sud dels gètuls i a deu dies dels etíops que poblaven la costa atlàntica, dels farusis i dels nigrites; i, de la part de llevant, a quinze dies de l'oasi d'Ammon. Plini els situa prop dels Punica Emporia (colònies púniques) del Sirtis Menor i indica que llur capital és Garama (Germa). Sembla que un dels seus centres també fou Zella, al sud de l'actual regió d'Al Jufrah. En fi, Mela es limita a repetir Heròdot, i altres obres geogràfiques com ara la Tabula Peutingeriana o el Geògraf de Ravenna també hi fan referència.
A partir del segle i dC comencen a aparèixer en ràtzies a les ciutats costaneres de la Tripolitània, principalment a Leptis Magna. El darrer a esmentar-los és Joan de Biclar (segle vi), qui diu que es convertiren al cristianisme.

## Història
Gràcies a les nombroses pintures i gravats a les roques, es coneix alguna cosa de la seva vida anterior a l'eclosió del regne. Les excavacions han posat a la llum alguns aspectes de la seva vida. Així, se sap que la seva primera capital fou Zinchecra, no gaire lluny de Garama, que ha estat excavada. Se sap que tenien vuit ciutats principals, de les quals tres ja han estat excavades, i tenien també un gran nombre d'establiments menors. Garama tenia una població d'uns quatre mil habitants i altres sis mil vivien en pobles de la rodalia. El poble era essencialment granger i mercader, però demostraren uns grans coneixements d'enginyeria amb l'aprofitament de les aigües subterrànies. La seva religió era influïda per la dels egipcis, i alguns nobles s'enterraven en petites piràmides, i també s'ha trobat alguna mòmia que indicaria una tradició de momificació. L'escriptura que utilitzaven era la libicoamaziga. Menjaven raïm, figues, civada i blat i comerciaven amb el blat, la sal i esclaus, a canvi de vi, oli d'oliva, oli per als llums, i parament de taula (principalment amb els romans). Les restes trobades fins ara inclouen nombroses tombes, fortins i cementiris, però la troballa principal és la sèrie de túnels subterranis i conductes que permetien aprofitar l'aigua del subsòl, sistema que fou construït principalment en un període entre vers el 200 aC i el 200 dC; aquests túnels o qanats, coneguts pels amazics com foggares, van permetre una gran expansió de l'agricultura, però va caldre la utilització massiva d'esclaus tant per a la construcció com per al manteniment.
Els romans van tenir freqüents contactes comercials amb els garamants, però no els consideraven prou civilitzats. A Garama, s'han trobat uns banys romans, la qual cosa indicaria o bé la presència d'una colònia nombrosa o que els garamants, almenys en certs nivells, eren prou civilitzats. El romà Matern va acompanyar un rei garamant en una expedició militar que va durar quatre mesos, fins al sud del Txad i al nord de Nigèria. En aquesta època ja tenien algunes armes de guerra, les quals Heròdot, al segle v, afirma que no coneixien. Tot i així, mai no van estar subjectes a Roma. Els garamants controlaven tot el territori al sud del domini romà, de manera que eren el contacte entre aquests i l'Àfrica subsahariana, font d'animals exòtics com ara rinoceronts.
Tàcit esmenta que havien atacat alguns establiments de la costa. Plini el Vell també diu que, al segle i aC, van atacar els establiments romans a la zona costanera del nord d'Àfrica. Luci Corneli Balb Gadità va fer una expedició contra ells i en va ocupar 15 ciutats el 19 aC, però això no els va impedir després ajudar Tacfarines. El 70, van ajudar la ciutat d'Oea (Trípoli) a assetjar i saquejar Leptis Magna, i a això va seguir una nova expedició romana el mateix any 70, que els va obligar a establir relacions oficials amb Roma, i n'esdevingueren un estat client, però la situació es va extingir al segle iii, amb l'inici de la decadència imperial. Per altra banda, la seva rellevància, tot i no pertànyer a l'Imperi, pel que fa als interessos romans a la zona, els valgué una reputació en el món grecoromà que els convertí en tòpic literari citats per diversos poetes, com ara Virgili, Sèneca, Lucà, Sili Itàlic o Claudi Claudià.
Vers el 400, les condicions climàtiques van empitjorar. La zona del sud de Líbia, llavors ben cultivada, va acabar sent un desert i les aigües subterrànies s'esgotaven i no es recuperaven o almenys no ho feien prou ràpidament. El regne es va fragmentar i el Regne de Ghana, a l'oest, va agafar-ne el relleu en el comerç. Encara el 569 s'esmenta un tractat de pau entre el Regne dels garamants i l'Imperi Romà d'Orient, en el qual el regne acceptava el cristianisme. El 642, els àrabs van arribar a Garama. El 668, un rei dels garamants, cristià, fou empresonat pels musulmans i el regne va desaparèixer.
Són, probablement, els avantpassats dels tuaregs, puix que la seva llengua escrita era similar a l'actual tifinaq. Els antics no concordaren en la seva color de pell: alguns els consideraven etíops, d'altres simplement de pell molt fosca.